# 맷 로스
맷 로스(Matt Ross, 1970년 1월 3일 ~ )는 미국의 배우이자 감독, 각본가이다. 그는 2016년 칸 영화제에서 주목할 만한 시선 부문에 등극한 비고 모텐슨 출연의 영화 《캡틴 판타스틱》의 각본과 감독을 맡았다.
이 작품 이전에는 선댄스 영화제에서 상영한 《The Language of Love》를 포함한 7편의 단편 영화를 찍었다.
배우로서는 HBO의 드라마 《실리콘 밸리》에서의 가빈 벨슨 역, 《빅 러브》의 앨비 그랜트 역, 《에비에이터》의 글렌 오디커크 역, 《아메리칸 사이코》의 루이스 캐러더스 역으로 잘 알려져있다. 그는 또한 2005년 영화 《굿 나잇 앤 굿 럭》에서 에디 스콧 역으로 미국 배우 조합상 후보에 오르기도 했다. 그는 또한 선댄스 영화제에서 상영한 《트웬티 에잇 호텔 룸스》의 감독을 맡았다. 2011년과 2015년에는 FX 채널의 앤솔러지 드라마 《아메리칸 호러 스토리》의 첫 번째와 다섯 번째 시즌에서 찰스 몽고메리 역을 맡았다.

## 출연 작품
- 캡틴 판타스틱 (2016)
- 링 오브 파이어 (2013)
- 매직 시티 시즌2  (2013)
- 트웬티 에잇 호텔 룸스 (2012)
- 턴 더 리버 (2007)
- 빅 러브 (2006)
- 라스트 홀리데이 (2006)
- 굿나잇 앤 굿럭 (2005)
- 에비에이터 (2004)
- 다운 위드 러브 (2003)
- 로즈 레드 (2002)
- 더스트 (2001)
- 비지터 3 - 저스트 비지팅 (2001)
- 컴퍼니 맨 (2000)
- 원더 보이즈 (2000)
- 아메리칸 싸이코 (2000)
- 에어 콘트롤 (1999)
- 디스코의 마지막 날 (1998)
- 홈그라운 (1998)
- 머더 인 마인드 (1997)
- 페이스 오프 (1997)
- 12 몽키즈 (1995)
- 캠퍼스 대소동 (1994)
- 시끌별 녀석들 2 - 뷰티풀 드리머 (1984)